# Nuggle
El nuggle, njuggle o neugle es un caballo de agua mítico del folklore de las Islas Shetland, una criatura nocturna que siempre es macho. Si bien se le relaciona ocasionalmente con las Islas Orcadas, se asocia con mayor frecuencia con los ríos, arroyos y lochs de las Shetland. Es fácilmente reconocible por su distintiva cola enroscada y, a diferencia de sus parientes malvados, el each-uisge o el nuckelavee, tiene un carácter bastante apacible, siendo más propenso a gastar bromas y hacer travesuras que a tener malas intenciones.

## Etimología
Los pueblos nórdicos, principalmente de la costa oeste de Noruega, se asentaron en las Islas Shetland a principios del siglo IX. Los colonizadores tuvieron una fuerte influencia sobre el norn, la lengua mayoritaria del territorio hasta finales del siglo XVII —o mediados del XVIII— que, como el folklore de las islas, mezclaba características escocesas y nórdicas.
El Scottish National Dictionary atribuye neugle y sus variantes ortográficas – ni(o)gle, nyogle, nygul etc. – al anglosajón nicor, al nórdico antiguo nykr y al alemán medio bajo o al holandés medio “demonio de agua”, necker. La misma publicación reconoce shoopiltee y sus variantes ortográficas como adaptaciones de sjó y piltr, del nórdico antiguo, que significan "mar" y "niño", respectivamente.

## Creencias populares

### Descripción y atributos comunes
Los nuggles eran espíritus acuáticos que habitaban los ríos, arroyos y pequeños lochs de las islas Shetland (y presuntamente también algunas zonas del archipiélago de las Orcadas). En ciertas áreas eran también conocidos como shoopiltes or shepulties, particularmente en las islas más al norte del archipiélago. Estas criaturas también se encontraban cerca de molinos de agua, nunca alejándose demasiado de esta. Eran capaces de adoptar múltiples apariencias, pero la más común era la de un hermoso caballo. Sin embargo, cabe destacar que nunca adquirían forma humana, sino que eran siempre caballos de agua o ponis y nunca se les representaba como yeguas. Su aspecto físico era equiparable al de un poni de las Shetland bien alimentado y cuidado, y la gama de colores de su pelaje iba desde un intenso gris azulado hasta un gris muy claro, casi blanco.
Algunas criaturas equinas similares son: el malvado each-uisge, procedente del folklore gaélico de las Tierras Altas de Escocia; los tangies, seres que rondan las costas pero residen en las profundidades del océano; y el nøkk noruego. El folklorista Ernest Marwick considera al demoníaco nuckelavee, que aparece en las leyendas orcadianas, pariente del nuggle. Entre las características que distinguen al nuggle de sus homólogos está su cola, que se asemeja a una rueda. Esa cola tan característica lo hacía fácilmente reconocible, pese a sus intentos de ocultarla entre las patas traseras. Es por eso que solía permanecer escondido excepto por la noche o justo cuando se ponía el sol. Además, a diferencia de otras criaturas similares, el nuggle poseía un carácter apacible, siendo más propenso a infundir miedo que a atacar a los isleños, aunque algunas leyendas sugieren lo contrario. Según la autora y folklorista Jessie Saxby, “era una especie más débil”; le gustaba gastar bromas pesadas y hacer travesuras, pero era mentiroso y no muy valiente. La malicia no formaba parte de su carácter y mitigaba el efecto de sus bromas con un toque de compasión.
Solo unos seres mágicos llamados finns eran capaces de montar un nuggle sin sufrir ningún daño. La estrategia del nuggle consistía en aparentar ser manso, quedándose tranquilo a la orilla de un camino. En el supuesto extraño de que lograse engañar a un transeúnte para que lo montase, inmediatamente lo conduciría a las profundidades más cercanas.

### Orígenes
Saxby sugiere que el miedo a los nuggles evitaba que los niños se adentrasen en las aguas profundas o se acercasen demasiado a los molinos y que, además, los padres adornaban la historia añadiendo que la criatura era capaz de producir una melodía agradable siempre y cuando los niños se mantuvieran alejados del agua. John Spence, vecino de Lerwick y autor de la publicación Shetland Folklore de 1899, concuerda con que muchas de estas leyendas se contaban para mantener a los niños fuera de peligro. Y va más allá, explicando que estos cuentos nacieron en tiempos antiguos cuando las tradiciones orales se pasaban de generación en generación, contadas una y otra vez por los abuelos. La hipótesis que expone el antropólogo James Teit en el Journal of American Folklore de 1918, señala que, como sucede con la mayoría de las criaturas sobrenaturales, se pensaba que los nuggles eran ángeles caídos.